# Typha tzvelevii
Typha tzvelevii är en kaveldunsväxtart som beskrevs av Evgenij Vladimirovich Mavrodiev. Typha tzvelevii ingår i släktet kaveldun, och familjen kaveldunsväxter.
Artens utbredningsområde är Primorye. Inga underarter finns listade i Catalogue of Life.